# Makedonien (græsk region)
 For alternative betydninger, se Makedonien (flertydig). (Se også artikler, som begynder med Makedonien)
Makedonien (græsk Μακεδονία, Makedonia) er en geografisk region i Grækenland. Regionen omfatter områder i tre græske periferier (amter): hele Centralmakedonien, hele Vestmakedonien samt den vestlige del af Østmakedonien og Thrakien.

## Geografi
Græsk Makedonien udgør 34.174 km² og har ca. 2,5 mio. indbyggere.
Mod nord er der grænser til Bulgarien, den Tidligere Jugoslaviske Republik Makedonien og Albanien.

### Hovedstad
Thessaloniki er hovedstad i Græsk Makedonien og Centralmakedonien.
Græsk Makedonien :
- Vestmakedonien består af:

1. Kastoria
2. Florina
3. Kozani
4. Grevena
- Centralmakedonien består af:

5. Pella
6. Imathia
7. Pieria
8. Kilkis
9. Thessaloniki
10. Chalkidike
11. Serres
- Østmakedonien og Thrakien består af:

12. Drama
13. Kavala

## Historie
Makedonien havde i oldtiden en illyrisk-thrakisk befolkning ledet af en lille græsk herskerklasse. Storhedstid i den 4. århundrede f.k. under Filip den 2. og hans søn Alexander den Store, som grundlagde det makedoniske verdensrige. Området kom derefter under Romerriget, det Byzantinske Rige og siden 1300-tallet under Osmannerriget. Balkankrigene i 1912 – 1913 resulterede i Makedoniens deling mellem tre lande, Grækenland (som fik den største del), Serbien og Bulgarien. Den tidligere serbiske del er i dag selvstændig som republikken Tidligere Jugoslaviske Republik Makedonien.

## Note
- Græsk Makedonien er en geografisk region i Grækenland.
- Makedonien er også en selvstændig republik, som benævnes FYROM[1], "Former Yugoslavian Republic of Macedonia" ~ Tidligere Jugoslaviske Republik Makedonien.
- Pirinske Makedonien er en geografisk region i Bulgarien.

## Græsk Makedoniens regionalsang
| Græsk | Translittereret | Engelsk | Dansk |
| --- | --- | --- | ----- |
| ΜΑΚΕΔΟΝΙΑ ΞΑΚΟΥΣΤΗ Μακεδονία ξακουστή του Αλεξάνδρου η χώρα, που έδιωξες τους βάρβαρους κι ελεύθερη είσαι τώρα! ήσουν και θα ΄σαι ελληνική, ελλήνων το καμάρι, κι έμεις τα Ελληνόπουλα, σου πλέκουμε στεφάνι. Οι Μακεδόνες δεν μπορούν να ζούνε σκλαβομένοι, όλα και αν τα έχασαν η λεφτεριά τους μένει! | MAKEDONIA KSAKUSTI Makedonia ksakusti, tu Alexandru i hora, pu ediokses tus varvarus, ki eleftheri ise tora! isun ke tha se elliniki, ellinon to kamari, ki emis ta Ellinopula, su plekume stefani! i Makedones den borun na zune sklavomeni, ola ke an ta ehasan i lefteria tus menei! | FAMOUS MACEDONIA Famous Macedonia Homeland of Alexander, that You turned away barbarians, and now You are free. You were and you'll be Greek, and Greeks are proud of You, and we, the Greek children plait You a crown! Macedonians cannot live enslaved, everything they may have lost but freedom to them remains! |       |

Audio Samples
 Makedonia ksakusti Arkiveret 24. september 2006 hos  Wayback Machine

## Ekstern henvisning
- Græsk Makedonien Arkiveret 1. maj 2007 hos  Wayback Machine
- Makedonien Historie

1. ↑  A/RES/47/225. Admission of the former Yugoslav Republic of Macedonia to membership in the United Nations

40°45′00″N 22°53′59″Ø / 40.75°N 22.8997°Ø